# 烏盧巴特勒·哈桑
烏盧巴特勒·哈桑（Ulubatlı Hasan，1428年—1453年5月29日）是一位为奥斯曼帝国苏丹穆罕默德二世服务的西帕希，他在奥斯曼帝国围困君士坦丁堡时陣亡。